# Hot Dance Club Songs
Billboardova Hot Dance Club Songs ljestvica (poznata i kao Club Play Singles, te prijašnjim imenima Hot Dance Club Play i Hot Dance/Disco) je tjedna nacionalna lista najpopularnijih pjesma u američkim noćnim klubovima. Listu sastavlja časopis Billboard na osnovu izvješća DJ-a koji su odabrani prema određenim kriterijima Billboarda.
- Izvođači s najviše brojeva 1 na listi su:

1. Madonna — 40
2. Janet Jackson — 19
3. Mariah Carey — 15
3. Kristine W — 15
3. Donna Summer — 15
6. Beyoncé — 14
7. Whitney Houston — 13
8. Rihanna — 11
9. Deborah Cox — 10
9. Pet Shop Boys — 10

## Vanjske poveznice
- Billboard Online
- Trenutna lista Hot Dance Club Songs (top 25)
- Trenutna lista Hot Dance Airplay (top 10)